# 内格龙德
内格龙德（法語：Négrondes，法語發音：[neɡʁɔ̃d]）是法国多尔多涅省的一个市镇，位于该省中北部，原属佩里格区，2017年起划至农特龙区。

## 地理
内格龙德（45°20'40"N, 0°51'51"E）面积20.15 平方千米，位于法国新阿基坦大区多爾多涅省，该省份为法国西南部内陆省份，是法國本土面积第三大的省，大致对应佩里戈尔地区，北起顺时针与夏朗德省、上维埃纳省、科雷兹省、洛特省、洛特-加龙省、吉倫特省和滨海夏朗德省接壤。
与内格龙德接壤的市镇（或旧市镇、城区）包括：沃纳克、佩里戈尔地区索尔日和利格、伊勒河畔科尔尼亚克、朗普祖尔、圣若里拉布卢、圣弗龙达朗。
内格龙德的时区为UTC+01:00、UTC+02:00（夏令时）。

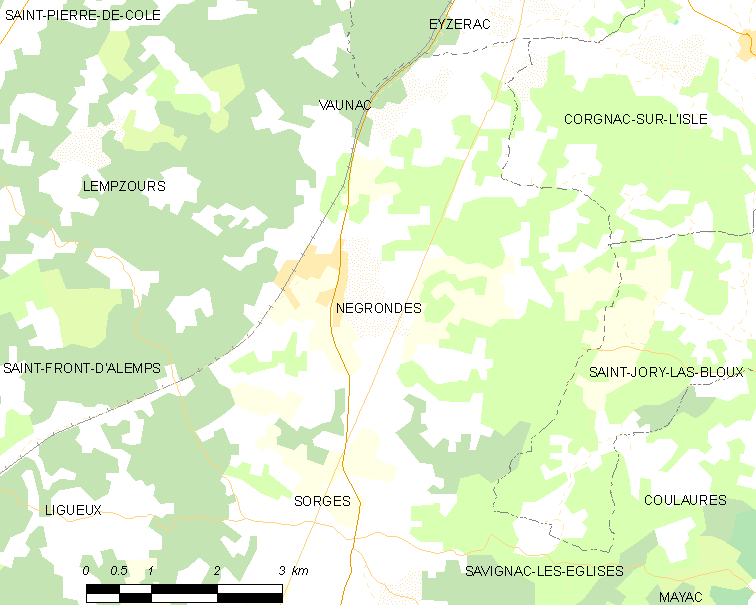
内格龙德的OSM定位图

## 行政
内格龙德的邮政编码为24460，INSEE市镇编码为24308。

## 政治
内格龙德所属的省级选区为蒂维耶县。

## 人口

1962-2008年间内格龙德人口变化图示

内格龙德于2022年1月1日时的人口数量为782人。